# Kristiánov
Kristiánov (něm. Christianstadt) je V. městská část Liberce v Libereckém kraji. Nachází ve východní části města. Je zde evidováno 508 adres. Trvale zde žije přes 5 tisíc obyvatel.

## Poloha

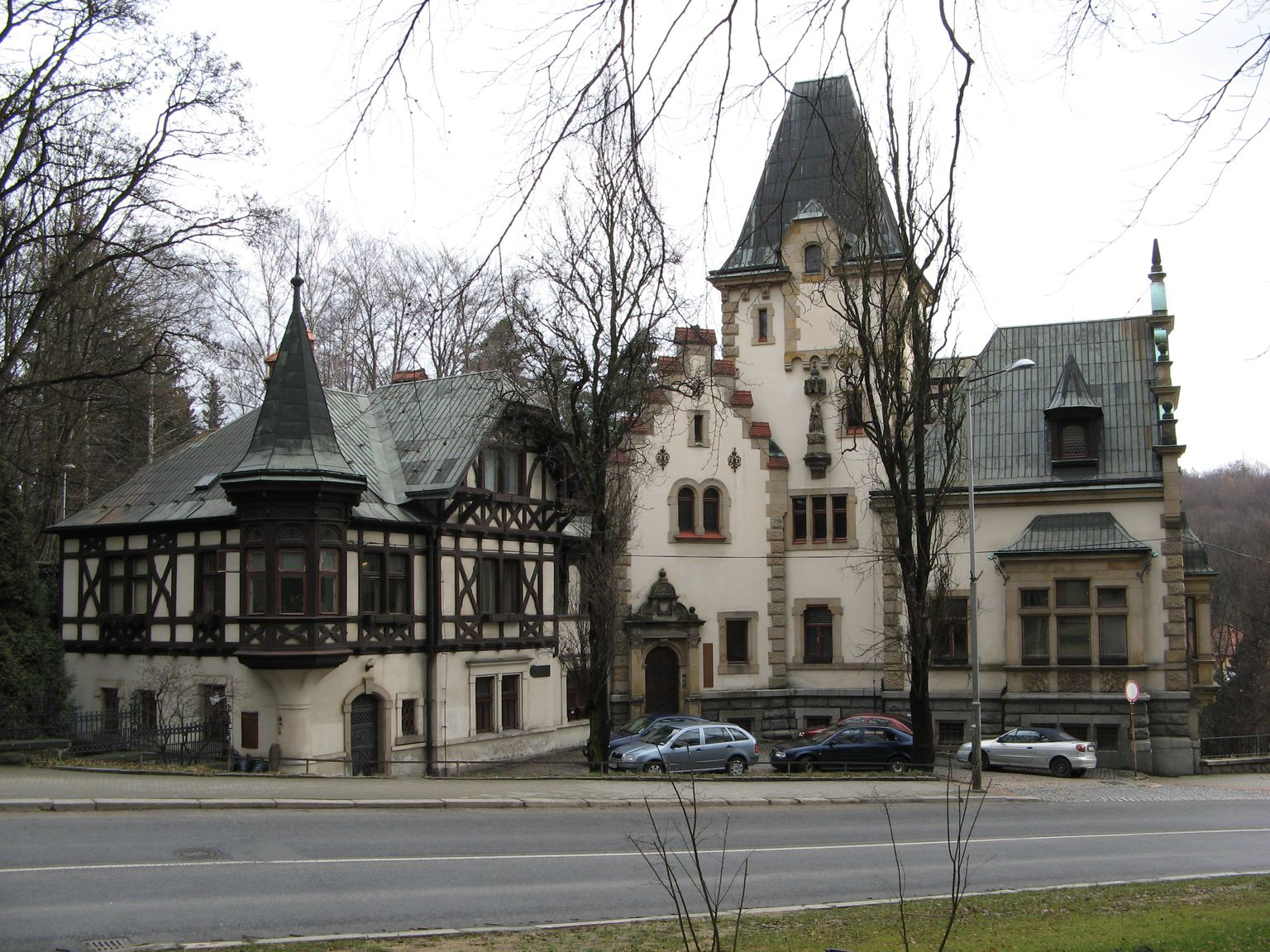
Liebiegův zámeček

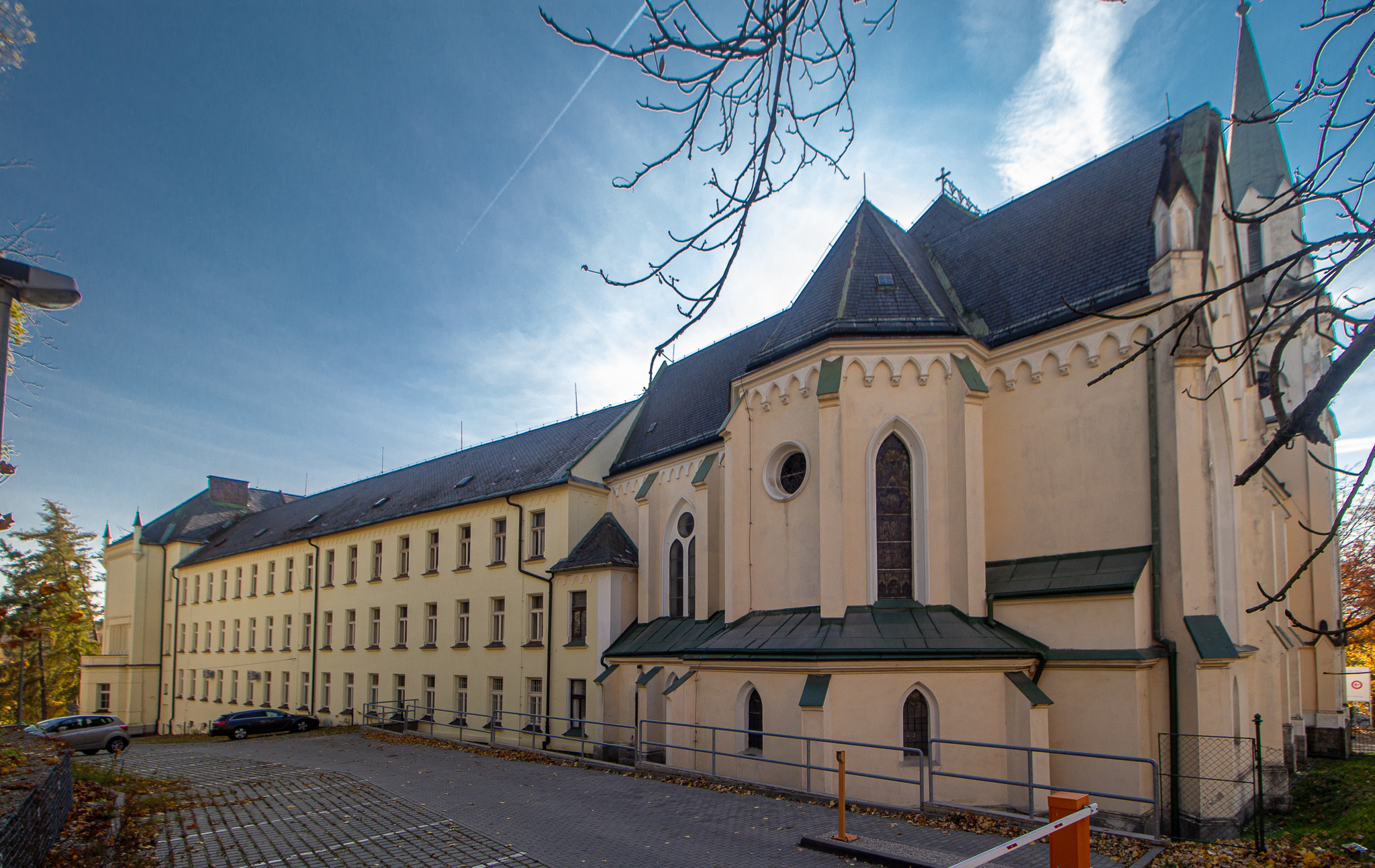
Klášter voršilek a kostel Božského srdce Páně

Kristiánov leží v katastrálním území Liberec o výměře 6,22 km2 na úpatí Jizerských hor v údolí Harcovského potoka. Na severovýchodě se tyčí vrch Výšina (Heinrichshöhe, 547 m) s vyhlídkovou věží Liberecká výšina (Liebiegwarte), na východě Jílový vrch (634 m) a Klášterní vrch (Klosterberg). V Kristiánově se nachází také vodní nádrž Harcov.
Kristiánov sousedí s městskými částmi Staré Město (na severu), Starý Harcov (na východě), Vratislavice nad Nisou a Rochlice (na jihu) a Perštýn (na západě).

## Významné objekty
- Liberecký zámek s parkem Clam-Gallasů
- Palác Adria
- Vodní nádrž Harcov
- Klášter voršilek s kostelem Božského Srdce Páně
- Liebiegův zámeček
- Vila Johanna Liebiega mladšího
- Vila Otto Goltze
- Bergerův dům (Liberec)
- Vila Luize Holdinghausenové
- ZŠ Oblačná

## Obyvatelstvo
| Rok    | Obyv. | ± %     |
| ------ | ----- | ------- |
| 1980   | 6 684 | —       |
| 1991   | 5 106 | −23,6 % |
| 2001   | 5 507 | +7,9 %  |
| 2011   | 5 490 | −0,3 %  |
| 2021   | 5 312 | −3,2 %  |
| Zdroj: |       |         |